# Blackduck
La cittadina di Blackduck è un piccolo insediamento urbano situato nella contea di Beltrami, in Minnesota. Il censimento effettuato nel luglio del 2008 ha calcolato un incremento del +9.3% di abitanti rispetto al censimento effettuato nel 2000, arrivando così ad avere una popolazione di 761 abitanti.

## Geografia
Blackduck si trova 25 miglia a nord di Bemidji, capoluogo della contea, e a circa 75 miglia dal confine con il Canada. I centri cittadini di Saint Paul e Minneapolis sono situati a 250 miglia a sud di Blackduck, rendendo così la cittadina estremamente decentrata, sfavorendo l'incremento residenziale.